# Bourovcovití
Bourovcovití (Lasiocampidae) je čeleď motýlů, kterou popsal poprvé v roce 1841 Thaddeus Williams Harris. Zástupci čeledi jsou obvykle velice robustní motýli s huňatým tělem a širokými křídly s typickou kresbou. Samci mají dvojitě hřebenitá tykadla. Nejčastějšími barvami jsou žlutohnědá, hnědá a šedá. Na celém světě se vyskytuje přibližně 2000 druhů, nevyskytují se pouze na Novém Zélandu. Areál rozšíření je vázán na přítomnost listnatých stromů, které slouží housenkám bourovců za potravu.
Čeleď bourovcovitých se dále dělí na několik podčeledí:
- Chionopsychinae
- Chondrosteginae
- Gastropachinae (Neumoegen & Dyar, 1894)
- Lasiocampinae (Harris, 1841)
- Macromphaliinae
- Poecilocampinae